# Total Eclipse (Lied)
Total Eclipse (deutsch: „Totale (Sonnen-)Finsternis“) ist ein Song aus dem Jahr 1981, den der amerikanische Musiker Kristian Hoffman für den deutschen Countertenor Klaus Nomi schrieb. In Deutschland erreichte 2001 eine Coverversion des Popduos Rosenstolz zusammen mit Marc Almond die Charts.

## Entstehung und Veröffentlichung
Kristian Hoffmann war in den 1970er Jahren mit seiner Band Mumps in New York City aktiv. 1978 trat er bei einer Show namens New Wave Vaudeville auf und traf dort Klaus Nomi. Er schlug Nomi die Gründung einer Band vor, die sich zu einer ausgefeilten „Klaus-Nomi-Show“ entwickelte. Hierfür schrieb Hoffmann für Nomi mehrere Songs, darunter Total Eclipse. Allerdings gelang es nicht, das Interesse der amerikanischen Plattenfirmen zu wecken. Immerhin fand Total Eclipse im Konzertfilm Urgh! A Music War Verwendung, für das Nomis Manager eine professionelle Band engagierte. Erst mit dem Wechsel nach Frankreich 1981 konnte der Song bei beim französischen Ableger von RCA Records für Nomis Debütalbum Klaus Nomi zur Aufnahme gebracht werden. Die Platte erschien auch in Deutschland, sowie Total Eclipse als Single-Auskopplung zusammen mit Falling in Love Again.  1982 sang Nomi Total Eclipse in der ersten Ausgabe von Thomas Gottschalks Sendung Na sowas!. Kristian Hoffmann beklagte sich später darüber, dass seine Rechte als Songwriter bei den europäischen Veröffentlichungen nie berücksichtigt wurden.

## Inhalt

Totale Sonnenfinsternis 1999

Der Autor Hoffmann ruft mit der totalen Sonnenfinsternis (total eclipse of the sun) metaphorisch die mögliche Zerstörung der Erde in einem Atomkrieg auf. Sein Text nutzt mit Begriffen wie radioaktiver Niederschlag (fallout), Atomisierung (we get atomized) oder nuklearer Holocaust (making the planet so hot, hot as a holocaust) das Vokabular der Endzeitdebatten nach dem NATO-Doppelbeschluss von 1979.
Martine Hawkes besuchte 2008 eine mit viel Todessymbolik inszenierte, retrospektive Nomi-Show in Berlin und bemerkte, dass der holocaust in Total Eclipse durch die melismatische Redundanz so-o-o-o-o hot ersetzt wurde. Dazu stellt sie fest: „Durch das Umschreiben von Nomis Text wird offensichtlich, dass es ebenso unmöglich ist, über Genozide ohne den Holocaust zu sprechen wie den Holocaust mit anderen alltäglicheren, unvermeidbareren und zugänglicheren Formen des Todes zu vermischen.“
Die Musikautorin Gillian G. Gaar besprach das Stück anlässlich einer Neuveröffentlichung des Albums im Jahr 2019. Es handele sich um die beste Synthese der verschiedenen musikalischen Stile Nomis. Obwohl sich Nomi mit „unverfrorenem Leichtsinn“ auf die „herannahende Apokalypse“ und die eigene Pulverisierung freue, höre sich Total Eclipse mit seiner Marsch-Rhythmik wie eine Hymne an, mit der man Soldaten nach einer siegreichen Schlacht zu Hause willkommen heiße.

## Coverversion von Rosenstolz
Sowohl AnNa R. als auch Peter Plate von Rosenstolz sind Fans des 1983 verstorbenen Nomi, den sie bei ihrem ersten Treffen als „kleinste[n] gemeinsame[n] Nenner“ ausgemacht hatten. Plate gab zu Protokoll, er habe den Song mit 15 Jahren in Na sowas! gehört und er habe ihn „total verrückt“ gemacht. Das Duo nahm den Song für sein 2000 erschienenes Album Kassengift auf.
Die Kooperation von Rosenstolz mit Marc Almond kam zustande, nachdem der englische Sänger von einem Journalisten eine der CDs des Pop-Duos erhalten und einige Tage später Kontakt mit dem Duo aufgenommen hatte. Auch Almond kannte Nomi, den er noch persönlich in New York getroffen hatte. Für die Veröffentlichung auf einer Doppel-Maxi-CD wurde der Titel mit Almond neu eingespielt. Die als CD 1 bezeichnete Scheibe enthielt neben Total Eclipse mit Die schwarze Witwe eine Zusammenarbeit mit Nina Hagen, mit Du atmest nicht eine Zusammenarbeit mit der Band 2raumwohnung sowie den Titel Enfants des nuits. CD 2 tauscht die beiden letzten Songs durch die Rosenstolz-Lieder Kassengift und Les Larmes de Septembre.
Die Single Total Eclipse erreichte in Deutschland Rang 22 der Singlecharts und platzierte sich insgesamt sieben Wochen in den Top 100. Als Interpreten wurden neben Rosenstolz und Almond auch Nina Hagen als Duettpartnerin des zweiten Tracks Die Schwarze Witwe angegeben, weshalb die Single auch in Diskografien mit Charteintrag genannt wird. Rosenstolz erreichte mit Total Eclipse zum siebten Mal die deutschen Singlecharts, Almond platzierte sich bereits zum neunten Mal als Solointerpret in den deutschen Singlecharts. In der Kritik von laut.de wurde Total Eclipse als „absoluter Kracher des Albums“ bezeichnet, mit der Begründung „nach dem dritten und vierten Anhören löst das Lied so ein Gefühl aus, was ich eigentlich noch nie hatte, wenn ich einen Song beim ersten Anhören fürchterlich fand. Man kriegt dieses fette Grinsen nicht mehr aus dem Gesicht, wenn da zwischen Operngeträller und Bumm-Bumm die Rede von Fritten ist.“ Rosenstolz und Marc Almond führten die gemeinsame Version am 2. März 2001 in Hannover außer Konkurrenz beim deutschen ESC-Vorentscheid Countdown Grand Prix 2001 live in der ARD auf.

## Weitere Coverversionen
Weitere Coverversionen stammen 2001 von Queen of Japan und 2018 von Superchunk.